# مشهد (إدراك حسي)
في مجال الإدراك الحسي، المشهد هو المعلومات التي يمكن أن تتدفق من البيئة المادية إلى نظام الإدراك الحسي عن طريق التنبيغ الحسي.
تم تصميم نظام الإدراك الحسي لتفسير المشاهد.
ومن الأمثلة على المشاهد:
- الصور الثابتة
- صورة ثابتة ذات رؤية مزدوجة
- صورة متحركة (الأفلام)
- صورة متحركة ذات رؤية مزدوجة (فيلم ثلاثي الأبعاد)
- تسجيل الصوت وإعادة إنتاجه
- جهاز حسي جسدي